# Császári és Királyi 1. I. Ferenc József Huszárezred

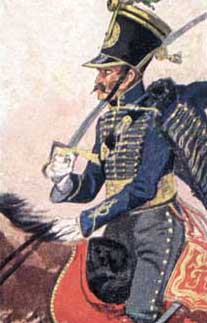
Huszár az 1. Ezredből

Az 1. "Császár" Huszárezred a Habsburg Birodalom hadseregének egyik huszárezrede volt. Az 1867-es Kiegyezést követően az ún. Közös Hadsereg alakulataként működött az Osztrák–Magyar Monarchia 1918-as felbomlásáig.
Az ezred 1769-ben kapta a 2. Lovassági Ezred megnevezést.
A Legfelsőbb Parancsnokság 1898. november 30-án kelt levelében az ezredet arany tulajdonosi jubileumi éremmel tüntették ki. Ezt az érmet az ezred ezüst trombitáján kellett elhelyezni. Az érem elülső oldalán I. Ferenc József császár portréja látható az ezredtulajdonosi egyenruhájában. Alatta a felirat „Franz Joseph I.“ és a koronás címer található. Az érem hátoldalán a következő felirat volt olvasható: „Der Inhaber seinem Husaren-Regimente Nr.1, 1848 bis 1898“.
1915-ben az összes ezred nevét megszüntették. Ezután az alakulat Császári és Királyi 1. Huszárezred néven szerepelt. Ezt a gyakorlatban nem tudták teljesen végrehajtani, mivel a háború miatt bevezetett költségcsökkentés nem tette lehetővé új nyomtatványok és pecsétek készítését. Másfelől a parancsot sem tartották be következetesen, így továbbra is "Császár-Huszárezrednek" nevezték az alakulatot.

## Története
I. Ferenc német-római császár 1756-ban a Nyitra vármegyei Holicsban saját költségén felállított egy huszárezredet, amelyet kezdetben "A Császár holicsi újonnan felállított huszárezredének" neveztek.
A hétéves háború kitörése után az ezredet 1757-ben, mielőtt hadba vonult volna, Csehországban a császár meglátogatta, és egy lovassági zászlóval ajándékozta meg. Ezt követően viselte a "Császár-huszárok" nevet.
1768-ban az ezredet a megszüntetett "Hadik Huszárezred" egy századával megerősítették, ekkor kapta a hadseregen belüli 2. Huszárezred címet.
1775-ben a megszüntetett "Török Huszárezred" ezredesi osztályát beolvasztották a "Császár-Huszárezredbe".
1798-ban a 4. osztályt az újonnan felállított 5. Huszárezrednek át kellett adnia. Az ezredet újból átszámozták, és ekkor kapta meg a megszűnéséig viselt 1-es sorszámot.
Az 1848–49-es forradalom és szabadságharcot követően az ezredet újjászervezték a Morvaországi Prossnitzban. 1860-ban az újjászervezett 4. huszárosztályt feloszlatták, és a legénységét az ezred többi osztályában osztották el. Négy tizedest átvezényeltek az 1. Önkéntes Huszárezredhez.

### Kiegészítő körletek
Az ezredet a következő területekről egészítették ki:
- 1781–1830 Óbuda
- 1830–1853 Székesfehérvár
- 1853–1857 Szeged
- 1857–1860 Szeged és Arad
- 1860–1882 Szolnok
- 1883–1889 Szeged és Békéscsaba
- 1889–1914 VII. Hadtest területe – Temesvár.

## Békehelyőrségek
| I. | II. | III. |
| --- | --- | --- |
| - 1756–1757 Soroksár - 1757–1763 Késmárk - 1763–1766 Svedlér - 1766–1772 Tarnopol - 1772–1774 Husiatyn - 1774–1779 Olesko - 1779–1786 Zloczów - 1787–1788 Rzeszów, majd Zloczów - 1791–1793 Novosielica - 1797 Mühldorf - 1798–1799 Möhringen - 1801 Zloczów - 1803–1806 Zolkiew | - 1808–1809 Siedlec - 1810–1812 Troppau - 1814–1815 Gródek - 1816–1823 Újpest - 1823 Bécs - 1824–1830 Rohatyn - 1831 Jaroslau és Jaworów - 1832–1842 Kőhalom und Újpécs - 1842–1848 Eszék - 1849–1852 Prossnitz - 1852–1854 Lancut - 1854 Strusów és Brodi - 1855 Cremona | - 1856–1857 Padova - 1858–1859 Verona - 1859 Mirano - 1860 Pordenone - 1861 Verona - 1863–1866 Radkersburg - 1866–1871 Tarnów - 1871–1874 Temesvár - 1874–1891 Fehértemplom - 1891 Brassó - 1892 Bécs - 1903 Nagyszeben - 1908 Bécs XIII. kerület (Bretnersee) Ferenc József Lovassági Laktanya |

## Ezred tulajdonos
- 1756 I. Ferenc
- 1756 II. József
- 1790 II. Lipót
- 1798 átnevezés 1. Huszárezreddé
- 1806 Ferenc
- 1835 V. Ferdinánd
- 1848 I. Ferenc József
- 1916 IV. Károly

### Második tulajdonos
- 1767 Gróf Almásy Ignác vezérőrnagy
- 1804 Herceg Esterházy Pál Antal vezérőrnagy
- 1808 Báró Szent-Kereszty Zsigmond
- 1824 betöltetlen
- 1825 Gróf Emmanuel von Mensdorff-Pouilly vezérőrnagy
- 1852 Báró Ottinger Ferenc altábornagy

### Ezred-parancsnokok
| I. | II. | III. |
| --- | --- | --- |
| - 1756 Gróf Almásy Ignác ezredes - 1763 Báró Kiss Ferenc ezredes - 1773 F. Rappolt ezredes - 1774 Báró Hajnácskői Vécsey Sándor ezredes - 1783 Fábry Mihály ezredes - 1784 Szoboszlói Mészáros J. ezredes - 1789 Báró Blascovich P. ezredes - 1794 Felsőőri Nagy F. ezredes - 1798 Gróf Keglevich J. ezredes - 1799 Keszler J. ezredes - 1805 Báró Graffen A. ezredes - 1805 Gróf Neipperg A. ezredes - 1809 Báró Szent-György A. ezredes | - 1812 V. von Jünger ezredes - 1815 Legeditsch J. ezredes - 1828 J. von Derra ezredes - 1833 Báró F. von Wachenheim ezredes - 1840 Báró Ottinger Ferenc ezredes - 1846 Gróf Joseph Castiglione ezredes - 1847 Ferenc József főherceg (2. ezredes) - 1848 Lázár Zsigmond ezredes (szabadságharc alatt) - 1848 Bárczay János ezredes (szabadságharc alatt) - 1848 Kazinczy Lajos alezredes (szabadságharc alatt) - 1849 Mesterházy István ezredes (szabadságharc alatt) - 1849 Színi Sebő Alajos alezredes (szabadságharc alatt) - 1849 Gróf Erdődi Pálffy Móric ezredes (újjászervezés után) - 1854 Gróf H. Schaaffgotsche ezredes - 1859 Plato von Bakalovich ezredes - 1860 Báró Tóth Sándor ezredes - 1866 Rigyitsky von Skrbestje ezredes - 1869 Erös von Bethlenfalva ezredes | - 1874 von Mehlem ezredes - 1874 Merlot ezredes - 1875 Wussin ezredes - 1878 Dreihann Freiherr von Sulzberg am Steinhof alezredes – ezredes - 1879 August Ritter v. Baccarcich, ezredes - 1884 Nassaui Vilmos trónörökös herceg ezredes - 1888 Felsőőri Farkas A. ezredes - 1894 Turkovich E. ezredes - 1895 A. Littke alezredes – ezredes - 1903 Ernst Freiherr Unterrichter v. Rechtenthal ezredes - 1907 Artur Ritter Peteani von Steinberg ezredes - 1911 Viktor von Mouillard ezredes |

## Hadműveletek
Hétéves háború
- 1757-ben közvetlenül a csehországi felállítása után az ezredet az 1. sziléziai háborúban is bevetették. Részt vett a bilani és kolini csatában. Majd következett Görlitz, Schweidnitz és Boroszló. A leutheni csatában csak részlegesen vett részt.
- 1758-ban Csehországban harcolt. Részt vett a praussnitzi csatában, hermannseifeni csatában, Trautenaunál és a hochkircheni csatában.
- 1759-ben harcolt Greiffenbergnél, Maxennél és Meißennél.
- 1760-ban részt vett a torgaui csatában.
- 1761-ben aktívan harcolt Szászországban.

Koalíciós háborúk
- 1792 Harcok Windisch-Bornánál, Fürstenaunál és Peilaunál.
- 1793 Harcok Galíciában. Hetény megszállása. Ezt követte Németalföld és Észak-Franciaország megszállása. Harcolt Avesnes-le-Sec-nél.
- 1794 Harcok Catillonnál, Erquelinnesnél, Charleroinél és Fleurusnál. A visszavonulás során a Rur mentén harcolt.
- 1794 Harcok Valje-Szakánál, Foksaninál és Martinestienél.
- 1795 Harcok Ilbesheimnél és Kreuznachnál. A 2. őrnagyi osztály Bacharachnál harcolt.
- 1796 Az ezred részei részt vettek az ambergi csatában, Würzburgnál, Aschaffenburgnál és Lahnnál.
- 1799-ben Itáliában harcolt. Ostrachnál, Liptingennél és Stockachnál. Majd áthelyezték az észak rajnai vidékre. Hídfő csaták Neumühlnál, Unter-Grombachnál és Wieslochnál.
- 1800 Ulm környéki csaták. Később Oberpfalznál harcolt. Súlyos veszteségeket szenvedett az abbachi csatában.
- 1805 Visszavonulás az Innhez, majd egészen Magyarországig. Áthelyezés Morvaországba, ahol részt vett az austerlitzi csatában és kosteli csatában.
- 1809 Lengyelországi harcok. A VII. hadtest alá tartozott.

Oroszországi hadműveletek
- 1812 Az ezred három osztályát Herceg Karl Philipp zu Schwarzenberg expedíciós hadteste alá rendelték.

Felszabadítási háborúk
- 1813-ban a csehországi és szászországi fő hadsereg részeként harcolt Wüst-Olbersdorfnál, Reichenbergnél, Kratzaunál, a lipcsei csatában, illetve Hochheim bevételében.
- 1814-ben az ezred az ún. Déli-hadsereghez tartozott és előőrs harcokban vett részt Meximieuxnál, Macon és St. Juliennél.
- 1815-ben a megszálló hadsereg részeként bevette Straßburgot és Hüningent, valamint harcokban vett részt Hausbergnél.

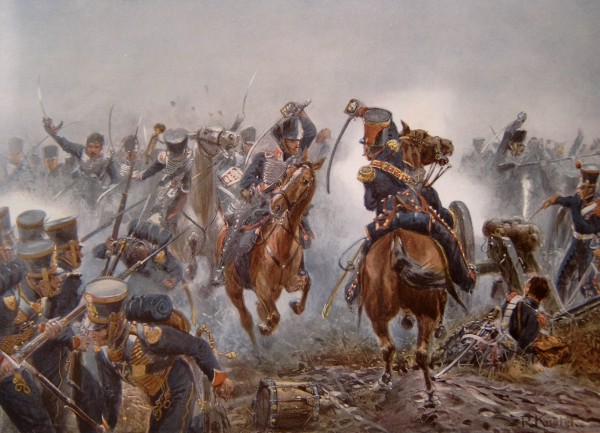
Huszárok a lipcsei népek csatájában

1848–49-es forradalom és szabadságharc
- 1848–1849-ben a huszárezred részt vett a császári hadsereg elleni forradalomban és szabadságharcban.
- 1849-ben az ezredet újjászervezték.

Szárd–francia–osztrák háború
- 1859-ben az itáliai hadjárat során a VII. és VIII. hadtestek között felosztották. Részt vett a casalei, vercelli, castenedoloi, varesei és a magentai csatában. Egy század harcolt a solferinói csatában.
- 1866-ban 5 századdal részt vett a custozzai csatában.

Első világháború
- A huszárezred eleinte ezred kötelékben harcolt a keleti és délkeleti fronton, majd hadosztály közvetlen huszárosztályként felosztva. A háború vége felé, az állóháborúban "lóról szállt huszárokként" vetették be az ezredet az olasz fronton, majd 1918 őszén vasúti szállítással a Balkánon, Bjelinánál. Onnan az ezred az eredeti káderéhez, Nagyváradra tért vissza 1918. november 11-én. Az ezredet felszámolták a győztes hatalmak nyomására.

## Megszüntetése
1918 őszén az Osztrák–Magyar Monarchia felbomlását követően Magyarország és a magyarországi nemzetiségek kikiáltották függetlenségüket. A frontokon harcoló alakulatokat hazaszállították, és a fegyverszüneti egyezmény értelmében felszámolták őket. Ez a sors jutott a nagy múltú Császári és Királyi 1. I. Ferenc József Huszárezred számára is. A hivatalos források szerint viszont a Császári és Királyi Hadügyminisztérium alá tartozott, és mivel Magyarország függetlenné vált, nem hívhatta volna haza a többnyire magyar sorállománnyal rendelkező ezredet, hogy megszüntethesse. Ezt csak a K.u.K. Hadügyminisztérium tehette volna meg. Nem tudni pontosan, hogy ez valaha meg is történt-e.
A Bjelináról hazatért ezred "kádere" – vagyis ellátási körzete – a hamarosan román megszállás alá került Bihar vármegye volt, ahová a háborút végigszolgált huszárok hazatértek. Az idevaló tiszteket a román hatóságok internálták (kijelölték a körzetet, amelyben tartózkodhattak).

## 1914. júliusi alárendeltségi állapot

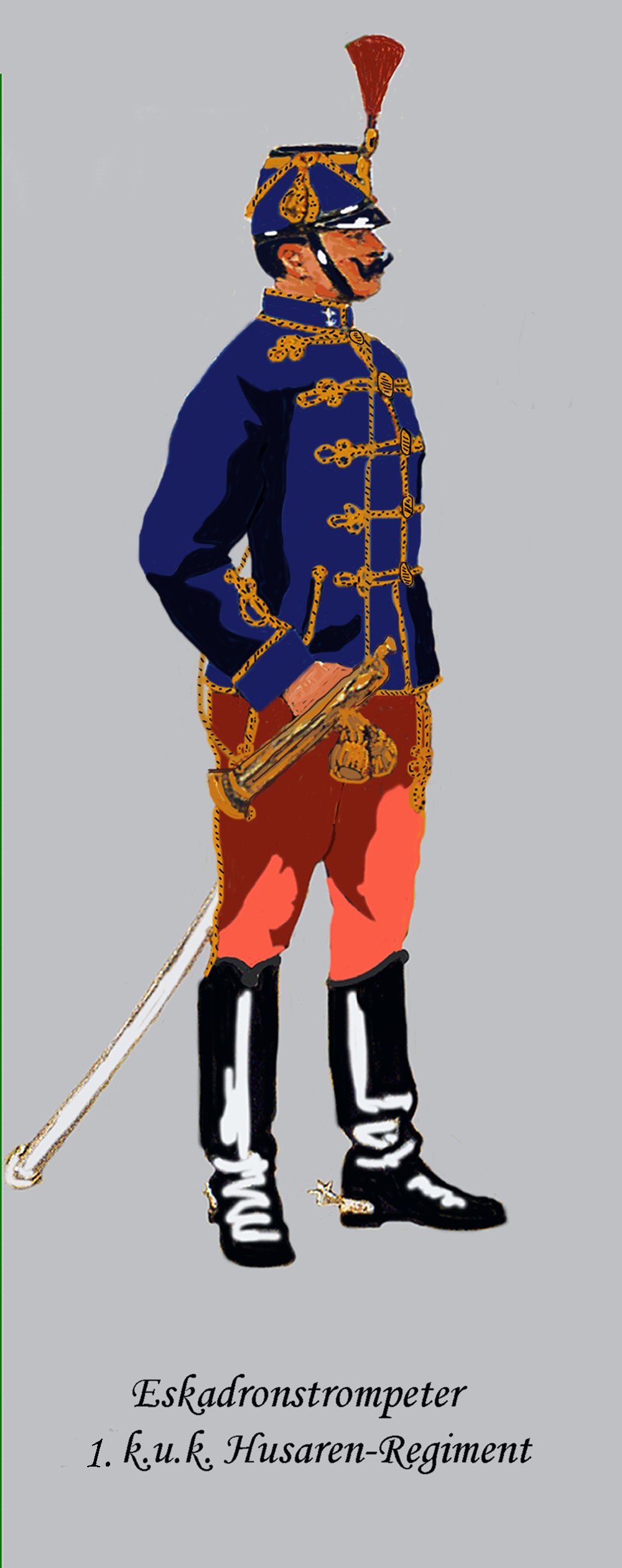
Század trombitás az 1. Huszárezredben

VII. Hadtest – 3. Lovassági Hadosztály – 17. Lovasdandár
Nemzetiség: 85% magyar – 15% egyéb
Helyőrség: Bécs
Ezredparancsnok: Viktor von Mouillard ezredes
Ezred vezénylő nyelv: német
Egyenruha: sötétkék atilla aranyozott gombokkal és sötétkék csákótakaróval
Kiegészítési körlet – Nagyvárad

## Szervezete
A 18. századi folyamatos hadseregreformok során a lovasságnál az ezredeket négy osztályra, ezen belül nyolc svadronra tagolták. Kialakítottak egy tartalék svadront is 186 fővel, elsősorban az újoncok kiképzésére. Az addigi 2 századot (lovassági szervezés) felváltotta az immár 2 svadron (divízió szervezés). Vagyis a lovasságnál megszűnt a gyalogságtól átvett kompánia (század) megnevezés, és a lovassági század svadron nevet kapott, míg az addigi kétszázadnyi harcászati egység, a svadron új megnevezése divízió (osztály) lett. Szabályozták az ezredlétszámokat, a zászlók alakját, az egyenruha formáját, de a szín ezredről ezredre változott. A fegyverzet továbbra is kard, két pár pisztoly, később rövid karabély. A vezényleti nyelv német maradt, de a nem magyar származású ezredtulajdonosok, illetve ezredparancsnokok többsége – hogy a huszárokkal magyarul tudjanak beszélni – megtanulta a nyelvet, ha törve is, de megértették magukat.
1860-tól az ezred két osztályból állt, amelyek továbbá három-három századból álltak. Így került bevetésre az első világháborúban.
Az egyes osztályokat vezetőjükről nevezték el:
- az 1. osztály volt az ezredesi osztály
- a 2. osztály volt az alezredesi osztály
- a 3. osztály volt az 1. őrnagyi osztály
- a 4. osztály volt a 2. őrnagyi osztály

1798-ig az ezredeket tulajdonosuk neve szerint hívták, akiknek ténylegesen vezetniük is kellett az alakulataikat. Minden tulajdonosváltáskor az ezred új nevet kapott. 1798-tól hivatalosan csak számozással illették az alakulatokat, de bizonyos esetekben, illetve a köznyelvben az éppen aktuális ezredtulajdonos nevén nevezték.
Pontosan ezek miatt az állandó átnevezések miatt nehezen követhető az osztrák–magyar huszárezredek története.

## Lásd még
- Császári és Királyi Huszárok

## Fordítás
- Ez a szócikk részben vagy egészben az K.u.k. Husaren-Regiment „Kaiser“ Nr. 1 című német Wikipédia-szócikk ezen változatának fordításán alapul.  Az eredeti cikk szerkesztőit annak laptörténete sorolja fel. Ez a jelzés csupán a megfogalmazás eredetét és a szerzői jogokat jelzi, nem szolgál a cikkben szereplő információk forrásmegjelöléseként.